# TREASURE ENGLISH SERIES
TREASURE ENGLISH SERIES（トレジャー・イングリッシュ・シリーズ）はZ会出版発行の、中高一貫校における英語教育向け検定外教科書である。

## 概要
私立や公立の中高一貫校でProgress in English 21に次いで多く使われている。GRADE 3（中学3年生程度）で、関係副詞、仮定法などの内容（現行の高等学校英語I・英語II相当）が扱われ、高度な内容である。一般販売はしていない。

## 販売タイトル
学校直販で、個人で入手することは難しい。
- TREASURE ENGLISH SERIES（GRADE 1、GRADE 2、GRADE 3、GRADE 4、GRADE 5）
- TREASURE ENGLISH SERIES Work Book（GRADE 1、GRADE 2、GRADE 3、GRADE 4、GRADE 5）
- TREASURE ENGLISH SERIES CD（GRADE 1、GRADE 2、GRADE 3、GRADE 4、GRADE 5）